# Emil Schutt
Emil Schutt (ur. w 1845, zm. w 1927) – urzędnik c. i k.

## Życiorys
W 1868 koncepista-praktykant, w 1872 adiunkt oraz członek komisji dla spraw odkupu lub uporządkowania ciężarów gruntowych, tudzież dla spraw indemnizacyjnych z siedzibą w Stryju, w 1874 komisarz powiatowy oraz członek komisji (w latach m.in. 1875, 1879 – jej kierujący) dla spraw odkupu lub uporządkowania ciężarów gruntowych, tudzież dla spraw indemnizacyjnych z siedzibą w Tarnowie. W 1876 komisarz powiatowy w Tarnowie oraz załatwiający sprawy c.k. miejscowej komisji dla spraw odkupu lub uporządkowania ciężarów gruntowych, tudzież dla spraw indemnizacyjnych. W 1879 – członek c.k. powiatowej komisji szacunkowej w Tarnowie. Komisarz rządowy w powiecie rzeszowskim w latach 1884, 1885, 1886, 1887, sekretarz namiestnictwa, zastępca starosty oraz wobec wakatu posady starosty kierownik powiatu dąbrowskiego w 1888, zastępca starosty w 1889, gdy przez pewien czas posada była opróżniona. Potem starosta powiatowy buczacki (m.in. w 1890, 1891, 1892, 1893, 1894, 1895, 1896), starosta powiatowy jaworowski (m.in. w 1899, 1901, 1905, 1907), obywatel honorowy miast Buczacza, Jaworowa, Jazłowca, Monasterzysk. W 1890 – przewodniczący Rady szkolnej okręgowej w Buczaczu, w 1897, 1901 – w Jaworowie.
Został pochowany na cmentarzu miejskim w Buczaczu, gdzie naprzeciw kaplicy grobowej Potockich jest dość dobrze zachowany jego nagrobek z jasnego piaskowca z płaskorzeźbionym krzyżem oraz poniżej tablicą z inskrypcją rytą. Obok niego na tym cmentarzu w Buczaczu pochowani są dwojga osób o tym nazwisku: Karolina Schutt z Prokopowiczów (ur. 10 października 1816, zm. 6 stycznia 1896), wdowa c.-k. profesora gimnazjalnego  oraz Albina Schuttówna (ur. 14 lutego 1839, zm. 31 stycznia 1893). .